# Jean Muir
Jean Muir (właśc. Jean Muir Fullarton; ur. 13 lutego 1911 w Suffern, zm. 23 lipca 1996 w Mesa) – amerykańska aktorka filmowa i teatralna.

## Filmografia
seriale
- 1948: The Philco Television Playhouse
- 1958: Naked City jako dyrektor
- 1960: Route 66 jako Beatrice

film
- 1932: Lawyer Man jako sekretarka kancelarii prawnej
- 1935: Sen nocy letniej jako Helena
- 1937: Sekretarka jej męża jako Carol Blane Kingdon
- 1943: Wierna nimfa jako Kate Sanger

## Wyróżnienia
Posiada swoją gwiazdę na Hollywoodzkiej Alei Gwiazd.